# De Klijte
De Klijte (ook: Klijte) is een dorpje in de Belgische provincie West-Vlaanderen, gelegen in de fusiegemeente Heuvelland. De Klijte is in theorie echter geen echte deelgemeente van Heuvelland, omdat de gemeente voordien niet zelfstandig was, maar onder Reningelst viel. Het dorpje telt ruim 500 inwoners. Ter plaatse wordt van De Kliete gesproken.

## Geschiedenis
Het was een heerlijkheid tijdens het feodale tijdperk. In 1465 werd een kapel gebouwd die de rang van proosdij had. Tijdens de Eerste Wereldoorlog werd De Klijte verwoest, en daarna weer herbouwd. De proosdij werd in 1923 tot parochiekerk verheven.
Na de fusies van 1977 werd Reningelst bij Poperinge ondergebracht, De Klijte, voorheen onderdeel van Reningelst, kwam bij Heuvelland. 
Het dorp ligt aan de voet van de Scherpenberg, een van de vele getuigenheuvels in Heuvelland.

## Bezienswaardigheden
- De Britse militaire begraafplaats La Clytte Military Cemetery.

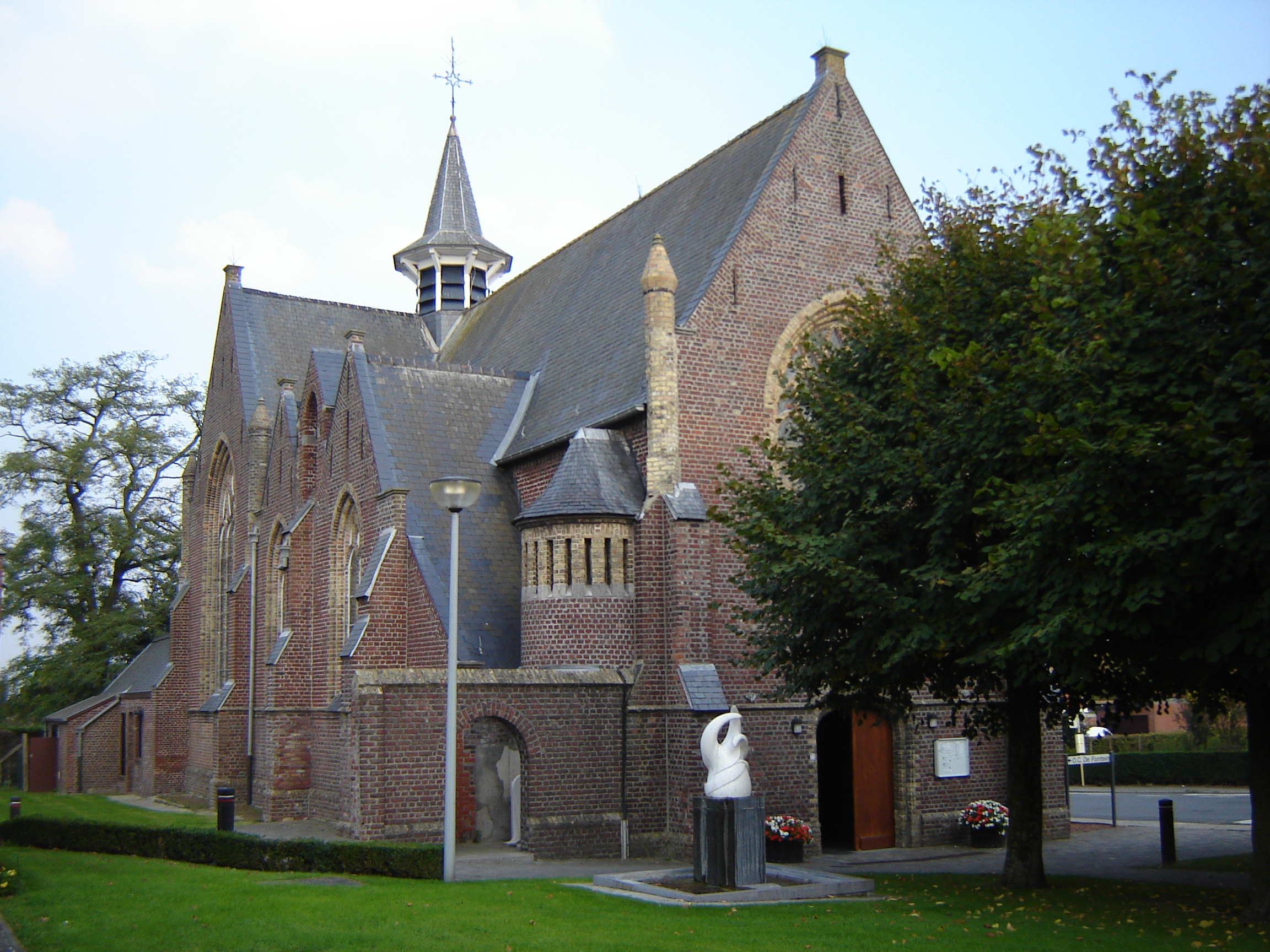
Onze-Lieve-Vrouwekerk

- De Onze-Lieve-Vrouwekerk

## Natuur en landschap
De Klijte ligt in het West-Vlaams Heuvelland op een hoogte van ongeveer 55 meter, aan de voet van de Scherpenberg. Waterlopen zijn de Scherpenbergbeek in het westen, en de Kemmelbeek in het oosten. Beide beken lopen in noordoostelijke richting.

## Nabijgelegen kernen
Reningelst, Westouter, Loker, Kemmel, Dikkebus
Deelgemeenten: Dranouter · Kemmel · Loker · Nieuwkerke · Westouter · Wijtschate · Wulvergem 

Overige plaatsen: De Klijte · De Seule (deels) · Romarin

Belgische gemeenten · Arrondissement Ieper · West-Vlaanderen · Vlaanderen